# 新居浜マスジド

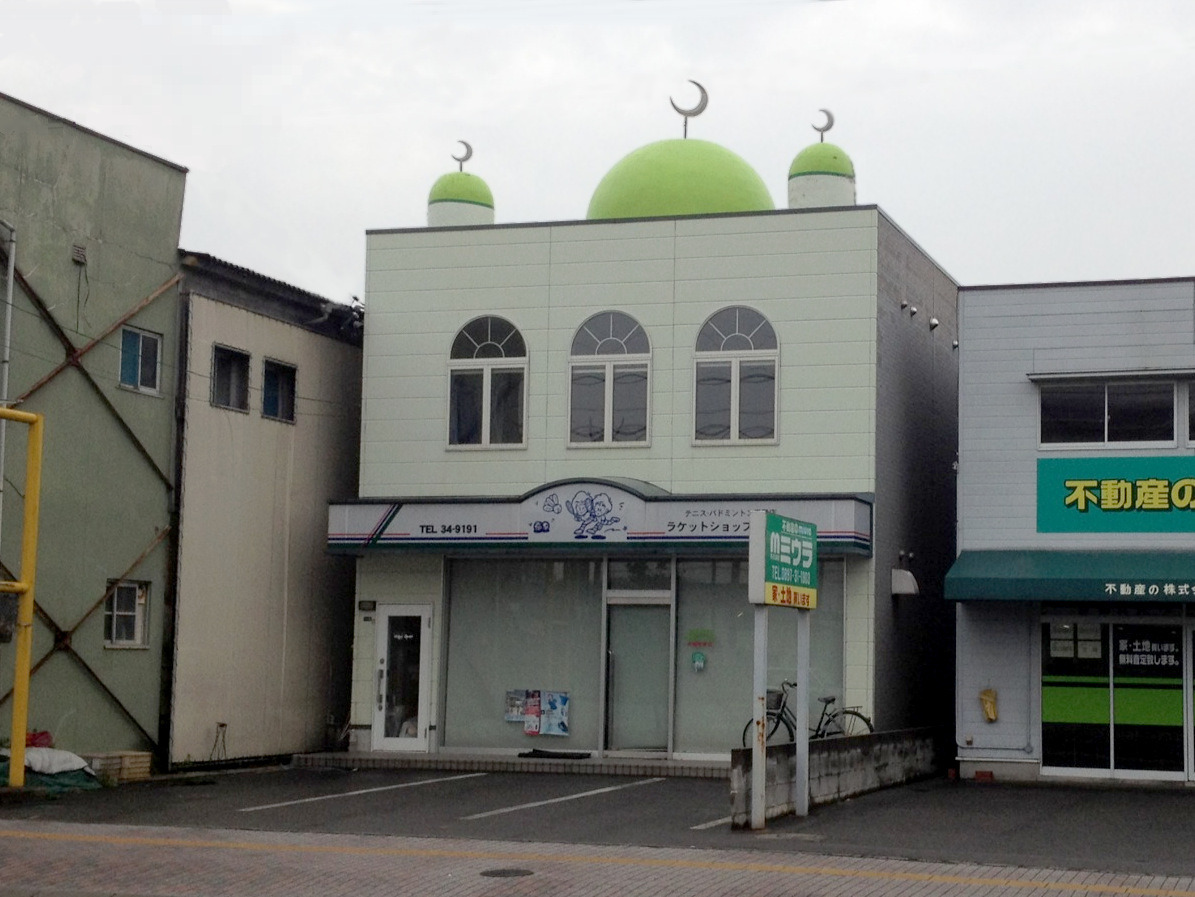
ドームを備える新居浜マスジド

新居浜マスジド（にいはまマスジド、Niihama Masjid、アラビア語: مسجد نيهاما Masjid Niihama）は、愛媛県新居浜市にあるマスジド（イスラム教寺院）である。

## 概要
新居浜市の中心部を走る県道13号線沿いに立地し、周囲には市役所などの官公署が立ち並ぶ。建物は鉄筋2階建てであり、屋上には大ドーム1個、小ドーム2個を有す。このうち2階とベランダ部分がマスジドとして利用される。松山イスラーム文化センター（MICC）とは異なり、土地建物をマスジドが所有する。一度に約60名ほどの礼拝が可能である。
礼拝メンバーは、新居浜市に居住する日本人や新居浜工業高等専門学校のマレーシア人留学生・インドネシア人労働者と家族などで構成される。浜中彰とインドネシア人のトリアントがイマーム（代表）を務める。浜中はシンガポールにおいて入信し、ムスリムが多数を占めるマレーシア・エジプト・リビアにも滞在した経験がある。また1997年5月21日からウェブサイト「イスラムのホームページ」（旧称：イスラム相談室）を主宰している。
- 敷地面積：165㎡
- 延床面積：160㎡（うちマスジド利用部は80㎡）

## 歴史
1989年11月、初代イマームである浜中彰が新居浜市泉宮町一丁目の自宅敷地内に8畳のムサッラー（礼拝所）を建設する。
2003年9月1日、同市一宮町二丁目に新居浜マスジドが新築落成し、ムサッラーは廃止される。
2004年8月7日、マスジドの屋上にドームが配置され現在の形となる。

## 所在地
- 愛媛県新居浜市一宮町二丁目2-43（JR予讃線新居浜駅より自動車で5分、せとうちバス市役所前停留所より徒歩8分）